# 响坎河
响坎河，又名坎响河，是江苏省盐城市滨海县、响水县境内的一条河流。南起滨海县东坎镇，由张河接引苏北灌溉总渠之水北流，经滨海县坎南、肖庄等地、响水县运河、小尖镇等，在响水镇东侧响坎南船闸注入灌河。全长33公里,流域面积176平方公里。一般河宽50～60米。为六级航道。沿途与中山河、南潮河等相交汇。

## 历史
1958年开挖。